# Parc national de Jaú
Le parc national de Jaú situé au Brésil est le plus grand domaine de forêt tropicale humide protégée d'Amérique du Sud et le second plus grand parc national du Brésil, couvrant une superficie de 23 000 km2. Il s'agit de l'une des régions les plus riches de la planète sur le plan de la biodiversité. Le Parc a été créé le 24 septembre 1980, et été inscrit par l’UNESCO sur la liste du patrimoine mondial en 2000 dans le cadre du Complexe de conservation de l’Amazonie centrale.

## Aspects culturels et historiques
Le bassin de la rivière Jaú, qui baigne le parc, a été nommé d’après l’un des plus grands poissons brésiliens. Le mot Jaú, qui vient de la langue Tupi, a également fini par nommer le deuxième plus grand parc national du Brésil. Sur le Rio Negro, près de la rivière Jaú, se trouvent les ruines d’Airão Velho, qui était la plus ancienne colonie portugaise sur le Rio Negro et était un important centre de commerce pendant la fièvre du caoutchouc.

## Description
Le parc est considéré comme l'un des meilleurs exemples de la conservation de forêt tropicale humide en Amazonie. Le parc protège entièrement le bassin de la rivière Jaú, qui coule sur 450 km. Il est couvert en majeure partie de forêt ombrophile dense. 
Situé sur le plateau bas de l’Amazonie occidentale, il présente un relief aplati et des altitudes d’environ 100 mètres. Il se trouve sur des interfluves tabulaires, généralement séparés par des vallées inondées périodiquement ou en permanence. Les alluvions du Quaternaire accompagnent le lit des rivières, formées de sables, de limons et d’argiles.
Son accès requiert l'autorisation du gouvernement brésilien.

## Faune
Typique de la faune équatoriale, on trouve dans le parc des mammifères aux habitudes crépusculaires et nocturnes, comme le jaguar (Panthera onca), déjà rare ou en voie de disparition, le puma (Puma concolor), ainsi que des félins plus petits, tels que l’ocelot (Leopardus pardalis), le jaguarondi (Herpailurus yagouaroudi) et le chat sauvage (Leopardus sp).
Il y a aussi des lamantins (Trichechus inunguis), des loutres géantes (Pteronura brasiliensis), des botos ou dauphins de l'Amazone (Inia sp, Sotalia sp), des singes hurleurs (Alouata seniculus), des singes douroucoulis (Aotus trivirgatus), des singes écureuils (Saimiri sciureus) et des tapirs (Tapirus terrestris).
Parmi les poissons, il y a l’énorme arapaima (Arapaima gigas), l’achigan paon (Cichla sp) et le tambaqui (Colossoma spp).
Il existe une grande variété de reptiles : tortues terrestres (Geochelone spp), caïmans (Melanosuchus niger), anacondas (Eunectes murinus) et tortues. Parmi les oiseaux, il y a des hérons, des aras, des perroquets et des engoulevents, entre autres.

## Galerie

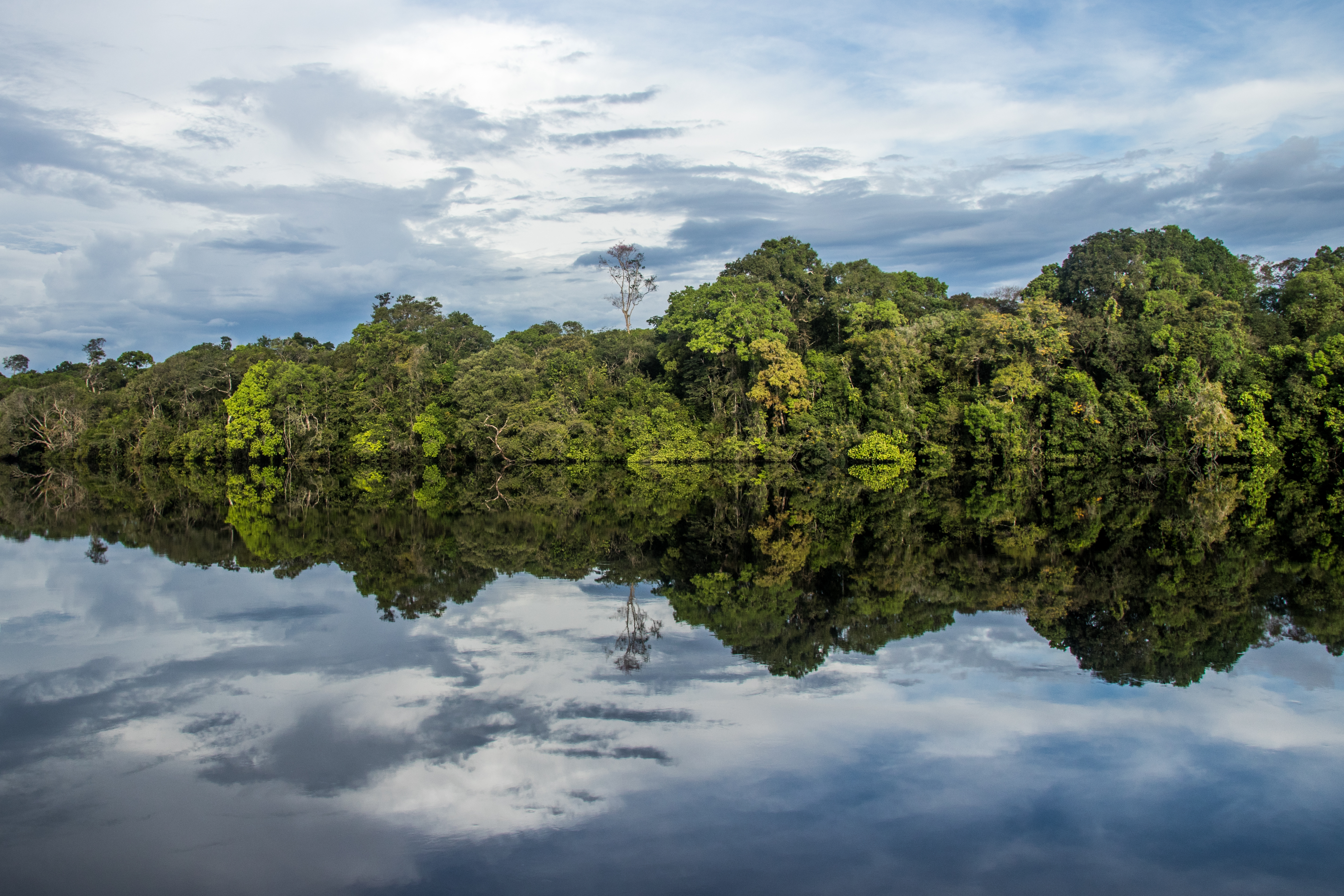
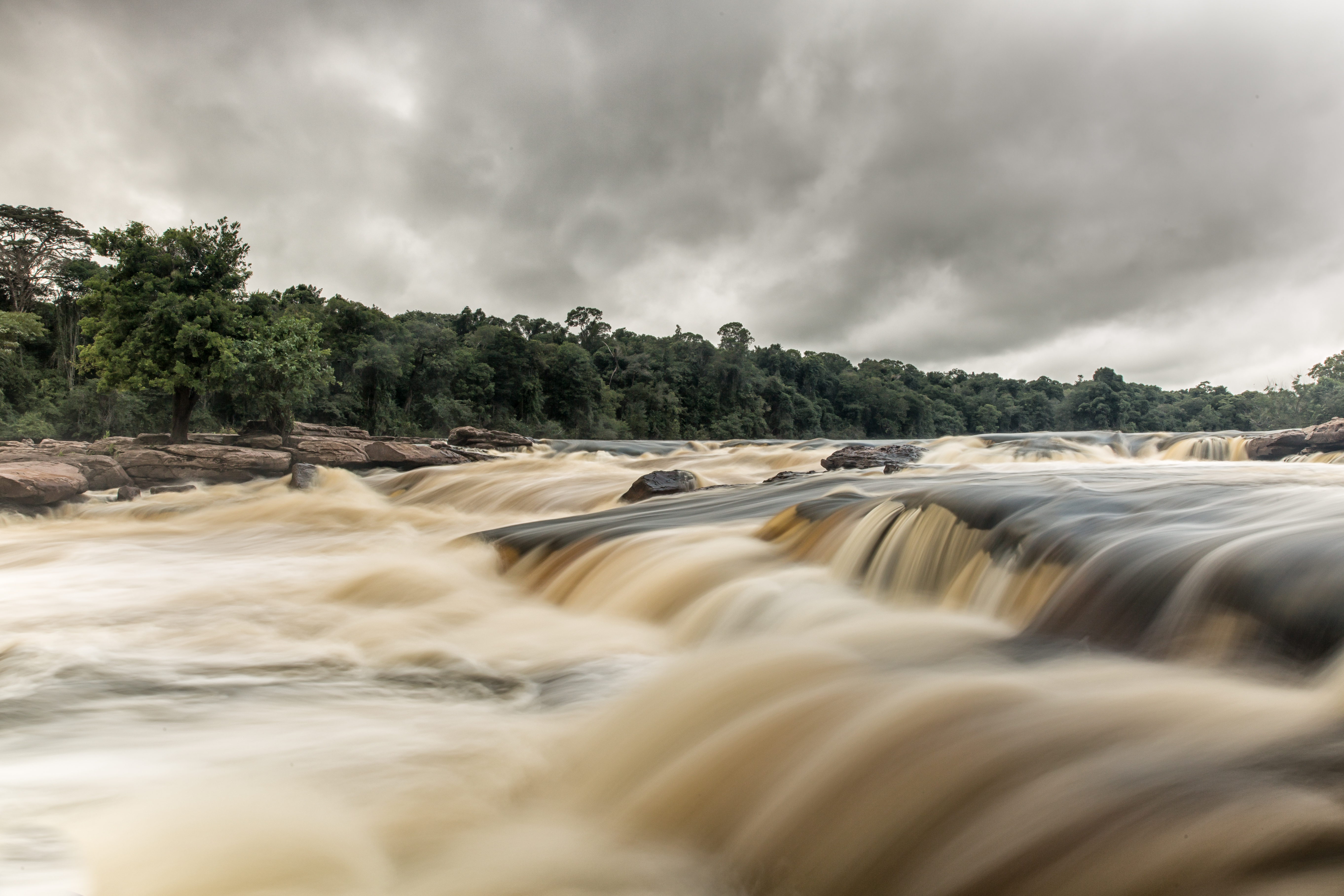
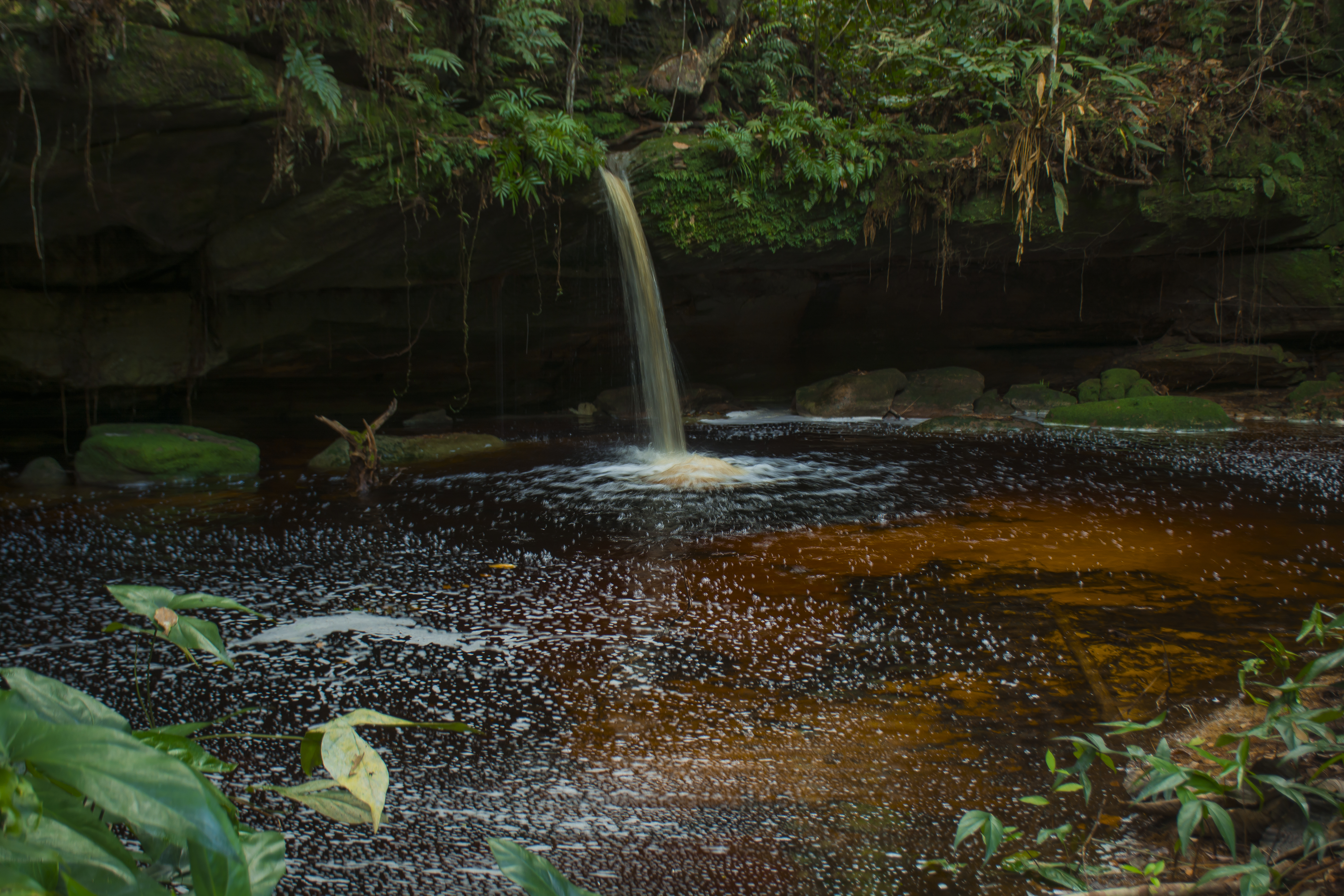
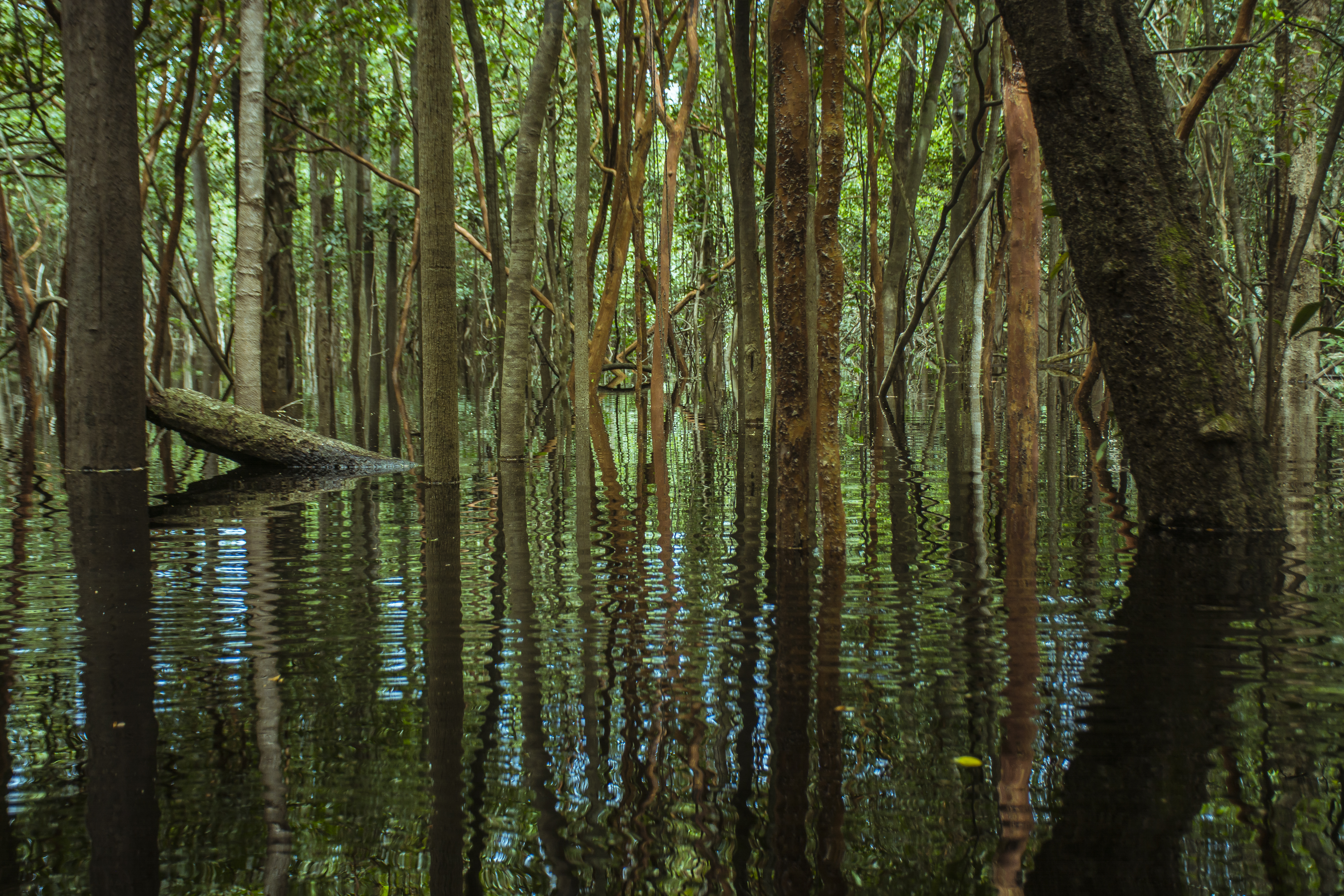
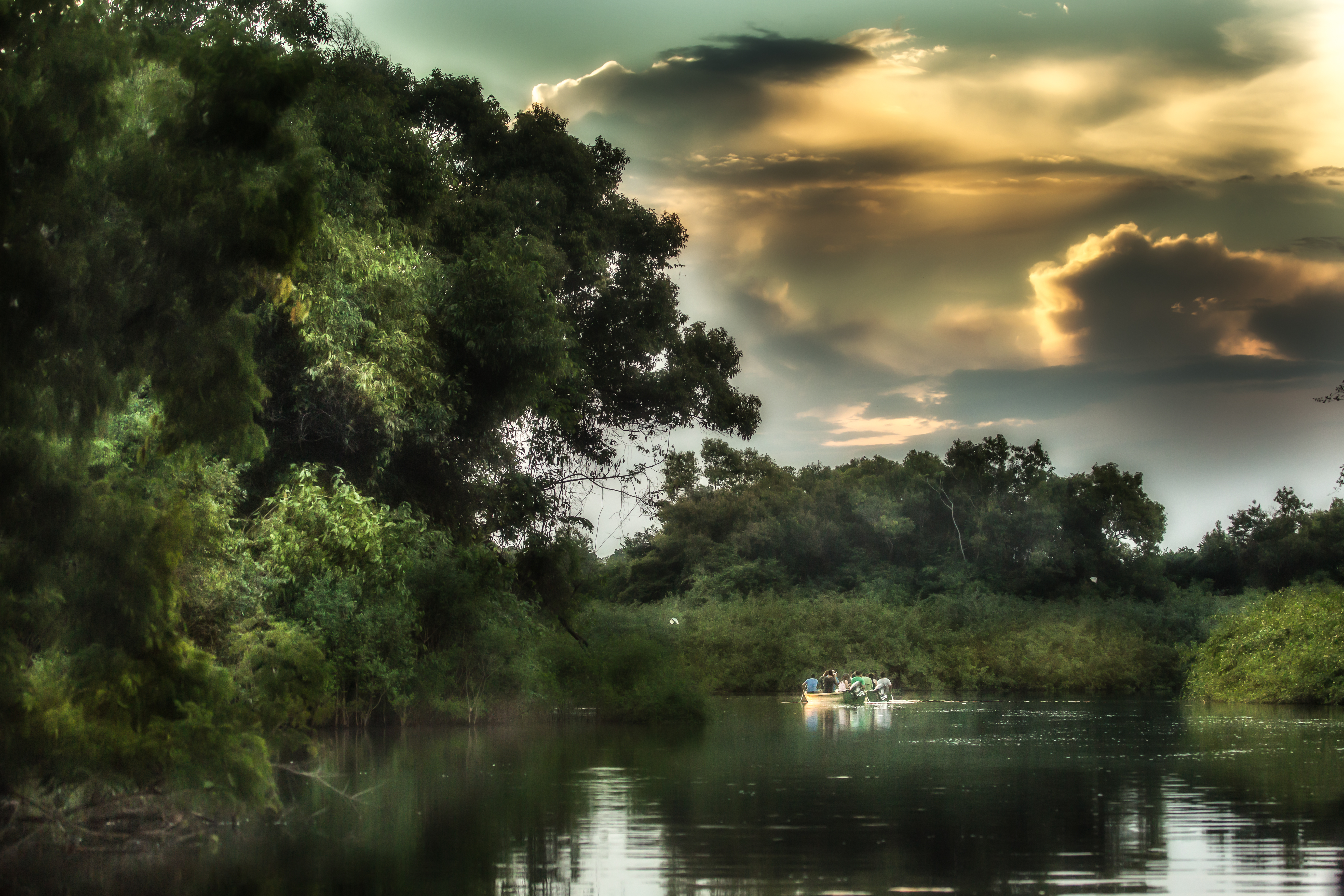
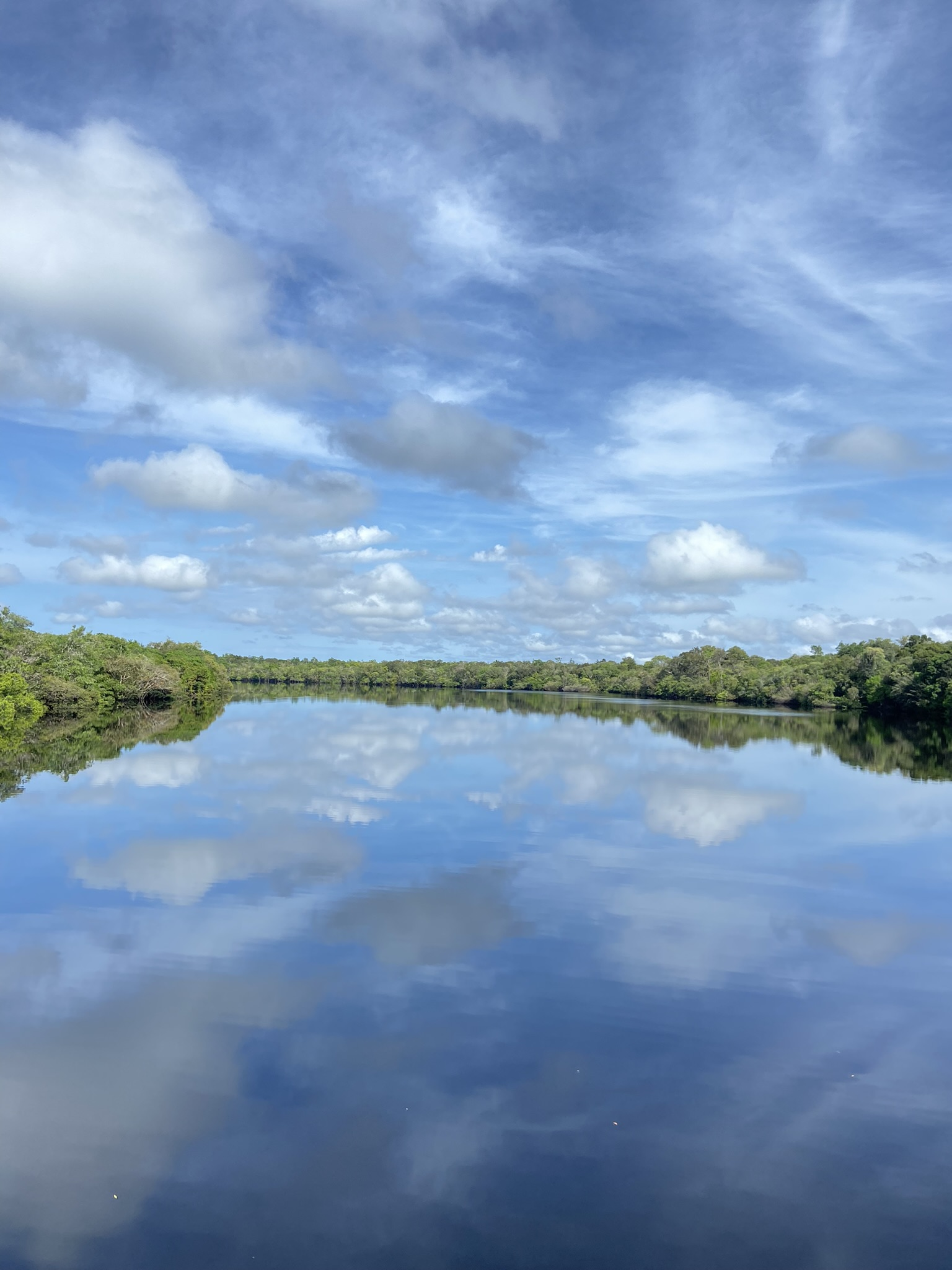
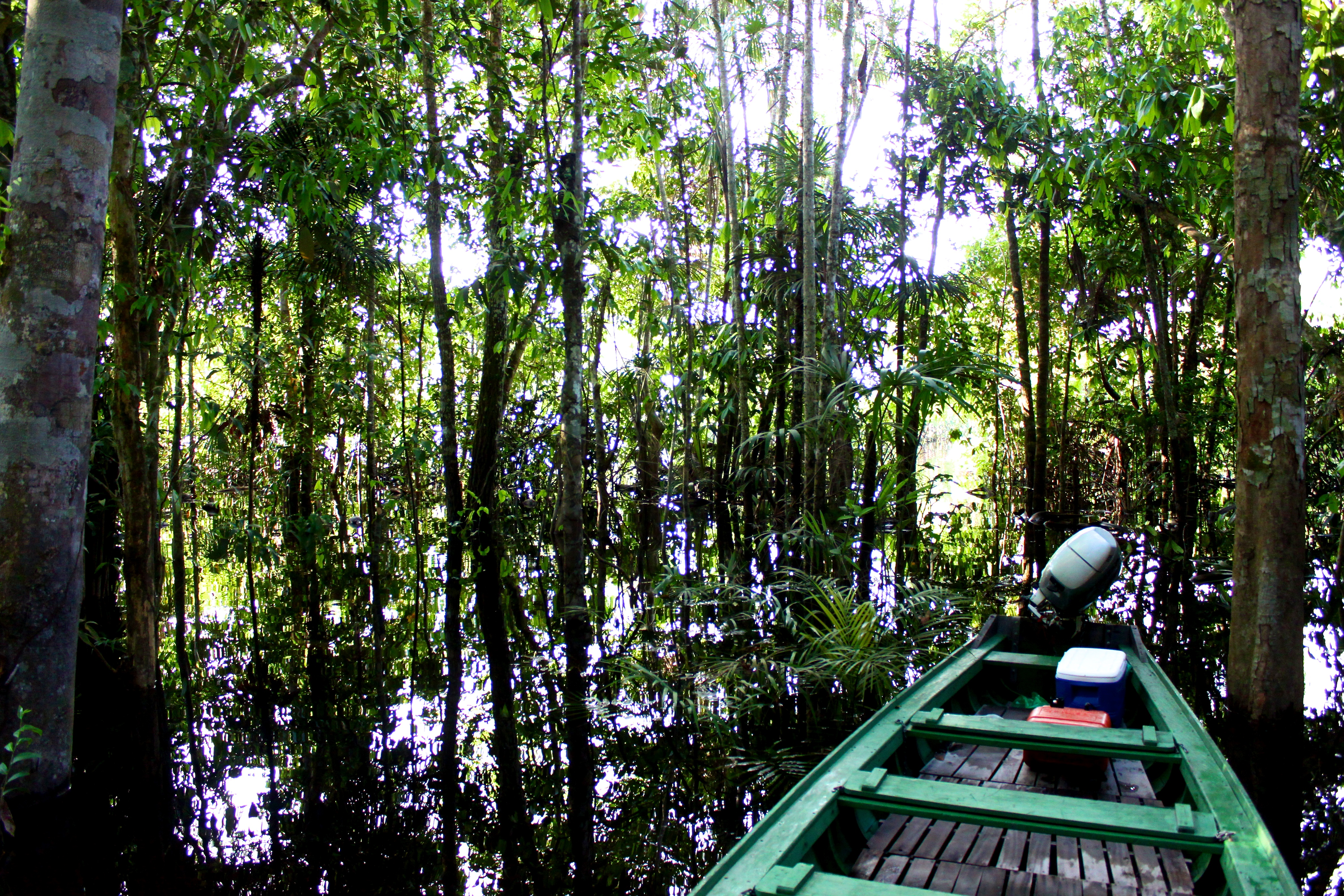